# Bejeweled Twist

Bejeweled Twist — це відеогра - головоломка, розроблена та опублікована PopCap Games . Це третя загалом гра та перша допоміжна гра в серії Bejeweled, а також перша гра PopCap, випущена у високій роздільній здатності та підтримує широкоформатний екран.
Bejeweled Twist значно відрізняється від попередніх записів у серії. Замість того, щоб міняти місцями два сусідні дорогоцінні камені, гравець тепер обертає чотири за годинниковою стрілкою. У грі представлено чотири режими та представлено кілька нових елементів серії, зокрема блискавичний самоцвіт, надновий самоцвіт і погані самоцвіти, а також функції миттєвого повтору та покращені системи рейтингу.
Гра спочатку була випущена 27 жовтня 2008 року для Microsoft Windows і отримала змішані або позитивні відгуки.

## Ігровий процес
Bejeweled Twist грає так само, як і його попередники. Замість того, щоб міняти місцями два сусідні дорогоцінні камені, гравець обертає чотири дорогоцінні камені в просторі 2x2 за годинниковою стрілкою. Подібно до своїх попередників, ця гра включає в себе спроби створити матчі з трьох або більше дорогоцінних каменів поспіль, щоб очистити їх з дошки. Коли це відбувається, дорогоцінні камені над нею зазнають впливу сили тяжіння, падають і потенційно створюють каскади.
На відміну від попередніх записів у серії, більше не потрібен хід, щоб створити відповідність дорогоцінних каменів. У разі встановлення послідовних дійсних збігів до панелі множників у верхньому лівому куті екрана додаються галочки. Коли смужка множника заповнюється, множник балів збільшується, досягаючи 10. Коли множник буде заповнено на десятому множнику, він почне заповнювати новий райдужний шар на панелі. Коли він заповнений, поганий самоцвіт (або, якщо його немає, випадковий самоцвіт) перетвориться на фруктовий самоцвіт, який знищує всі дорогоцінні камені свого кольору з дошки, подібно до Гіперкуба в попередніх записах, а також як додавання додаткових галочок до Bomb і Doom Gems і знищення всіх замків з дошки.
Як і його попередники, Special Gems повертається. Зіставляючи чотири дорогоцінні камені в ряд, сірники у формі L, + або T створюють полум’яний камінь, який знищує вісім дорогоцінних каменів, що його оточують, під час зіставлення. Новим у грі є камінь-блискавка, створений зіставленням п’яти дорогоцінних каменів у ряд. При активації самоцвіт блискавки знищує всі дорогоцінні камені в рядку та стовпці. Крім того, зіставлення шести чи більше дорогоцінних каменів у рядку створює надновий камінь, який знищує всі дорогоцінні камені у своєму рядку та стовпці в радіусі 3x3.
Новим у цій грі є вугілля, які не можна порівняти, але при знищенні видають великий бонус. Twist представляє Bad Gems, які зазвичай заважають прогресу гравця. Bomb Gems необхідно знищити до того, як їхні лічильники досягнуть 0, що призведе до їх вибуху та завершення гри. Заблоковані дорогоцінні камені не дозволяють гравцеві обертати область дорогоцінних каменів із замком. Doom Gems не можна зіставляти або переміщати, а їх лічильник знижується лише тоді, коли зроблено незрівнянні ходи.
Інші нові трюки включають бонус швидкості, який дає гравцеві бонус за рахунок, якщо послідовні матчі виконуються досить швидко, бонусний виклик, який надає гравцеві додаткові позначки та знищення поганого каменю, коли дорогоцінні камені, показані на панелі, збігаються по порядку, і Мега фруктовий бонус, який активується після підриву фруктового самоцвіту та надає велику кількість балів за успішне виконання.
Bejeweled Twist має систему рейтингу, яка збільшується залежно від того, наскільки добре грає гравець. Проходження рівнів у Classic і Zen, проходження викликів у Challenge та проходження ігор Blitz нагороджує гравця зірками, кількість яких залежить від того, скільки гравець набрав у ігровому режимі/рівні.
Доступно кілька різних режимів гри.
- Класика передбачає спробу набрати якомога більше очок до того, як лічильник бомби або самоцвіту дійде до нуля. Відповідні дорогоцінні камені заповнюють трубку підвищення рівня в лівій частині екрана. Коли він заповнений, гравець переходить до наступного рівня, де базовий рахунок множиться на лічильник поточного рівня, але для переходу до наступного рівня потрібно більше очок. Якщо самоцвіт-бомба досягає нуля, гравець має шанс знешкодити його за допомогою обертача. Якщо спінер потрапляє на дорогоцінні камені, гра продовжується. Якщо бомба потрапляє на черепи, самоцвіт вибухає та руйнує ігрове поле, завершуючи гру. Якщо Doom Gem досягне нуля, він миттєво вибухне, закінчуючи гру. На пізніших рівнях кількість самоцвітів Bomb і Doom починатиметься з меншої кількості, а також зазначені дорогоцінні камені та замки з’являтимуться частіше.
- Дзен — це нескінченний варіант Класики, де немає Бомби, Самоцвітів і Замків. Тому гравець ніколи не може програти. Гравець отримує зірки вдвічі менше, ніж у Classic, і базовий множник очок не збільшується на всіх рівнях.
- Виклик — це режим на основі міні-ігри, який відкривається, коли гравець досягає третього рангу в грі. Виклик складається з кількох різних завдань. На кожній планеті гравець отримує певне завдання, яке потрібно виконати. У ПК-версії всі планети на старті (крім Детонатора) заблоковані. Коли принаймні перше завдання на планеті виконано, наступна планета розблокована. Щоразу, коли завдання виконано, гравець отримує зірочки. На кожній планеті є сім викликів, складність яких зростає. Після завершення сьомого завдання завдання планети перетворюється на режим затемнення. Гравцеві дається завдання досягти найвищої мети за 3 хвилини (окрім Stratamax і Survivor). Потрібно очистити 13 планет.
- Бліц — це класична версія гри, де гравець має п’ять хвилин, щоб набрати якомога більше очок. Його розблоковують, коли вперше пройдено 10-й рівень у Classic, тоді як у версії Steam він розблоковується на початку. У веб-версії ліміт часу становить три хвилини. Гра закінчується, коли Bomb Gem відлічує до нуля або коли час закінчується. [7]
- Battle — це режим гри для кількох гравців, ексклюзивний для версій гри для Nintendo DS і DSiWare. Битва полягає в тому, щоб атакувати суперника, відправляючи самоцвіти-бомби на ігрове поле суперника та штовхаючи трубку прогресу до краю, щоб перемогти, у стилі перетягування канату. Гра закінчується, коли самоцвіт вибухає (у цьому програє сторона, що вибухає), або коли трубка заповнюється (у цьому виграє гравець, який її заповнив). Для гри в режимі гри потрібні дві копії будь-якої версії з двома системами Nintendo DS/DSi.

## Розвиток

### Передумови та концепція
Станом на 2008 рік PopCap Games ' Bejeweled, яка почалася в 2000 році, була однією з найпопулярніших франшиз казуальних ігор, зібравши 350 мільйонів завантажень, 25 мільйонів продажів і випусків на різних персональних комп'ютерах, консолях і мобільних пристроях, таких як iPod і iPad .   На додаток до того, що PopCap став відомим розробником і значно збільшив ринок казуальних ігор, Bejeweled склав від 30 до 40 відсотків доходу компанії на момент випуску Bejeweled Twist ' стверджують працівники компанії.   Незважаючи на те, що геймплей «три в ряд» був реалізований у таких назвах, як Columns (1990), Bejeweled був першим, хто популяризував його серед звичайних геймерів, що вплинуло на створення кількох інших продуктів такого роду.   За словами журналістів гри, її широка привабливість була результатом її звикання; він мав просту ігрову формулу «підбирай і грай», яка все ще викликала у гравців потрібне поєднання удачі та майстерності.  
Bejeweled Twist починалася як гра, незалежна від серії Bejeweled, Zongo . Спочатку PopCap планував проект як експеримент із механізмом обертання два на два, а графіку Bejeweled використовували лише як ' .  Заплановані обертові продукти включали фрукти та суші. Однак після року розробки співробітники подумали, що ці предмети не так приємно переміщати, як це було з дорогоцінними каменями.   Таким чином, проект переключився на Bejeweled спін-офф під назвою Bejeweled Twist .  Генеральний директор PopCap Дейв Робертс пояснив, що проект був величезним ризиком для аспекту ротації, і знадобилося багато часу, щоб розробити та запрограмувати гру, щоб вона приносила задоволення: «Ми дуже обережно ставилися до франшизи. Якби нашою єдиною метою була безтурботна спроба надрукувати гроші, ми б створювали нову гру Bejeweled кожні шість місяців. Але студія тут не хоче цього робити».  Схожі настрої розділили журналісти ігрової преси. Серед них Брендон Шеффілд із Game Developer ; Хоча повідомляючи, що ринок казуальних ігор все ще розвивається, він також підкреслив відсутність на ньому ігор класу AAA. 
PopCap спочатку планував можливість обертати дорогоцінні камені будь-яким способом. Однак, як теоретизував засновник Джейсон Капалка, це означатиме забагато можливих ходів для середньостатистичного гравця, що призведе до сповільнення гри. Крім того, він пояснив, що ця концепція не була добре сприйнята тестувальниками і що одну з кнопок напрямків потрібно буде натискати правою кнопкою миші, що не буде інстинктивним для геймерів.  Для звичайних геймерів, щоб адаптуватися до нової обертової механіки, було включено візуальні підказки, такі як вихор, що вказує напрямок обертання, а також прості рівні та підручник додано на початку гри: «Якщо ви починаєте таку гру, де ви ще вчитеся, і це надирає тобі дупу, поки ти його вивчаєш – це дещо жорстоко». 

### Виробництво
За словами співробітників, розробка Bejeweled Twist тривала три-чотири роки з бюджетом 1–1,5 мільйона доларів і кількістю працівників від двох до семи, що перевищує звичайний проект PopCap, а також більшість казуальних ігор.  Проект розпочався з одного програміста, Курта Пфайфера.  Однак після усвідомлення технічних аспектів і програмування буде більшим, ніж у минулих проектах PopCap, компанія розширила команду до чотирьох програмістів і трьох художників, які працюють над різними аспектами, які засновник PopCap Джон Вечі вважав «божевільними» через простий стиль гри. .   Щоб спростити процес, персонал змінився на трьох осіб, призначених для конкретних завдань: Кріс Харгроув над новим графічним механізмом, Джош Ленглі для 3D-анімації та головний технічний директор Браян Фієт з іншими новими елементами.  Розробка Bejeweled Twist ' на те, що PopCap залучає багатьох людей до майбутніх проектів; Капалка вважав, що технічні проблеми на ранніх стадіях розробки можна було б вирішити швидше, якби їх виправляли кілька розробників. 
Капалк описав код Bejeweled Twist ' варіант Bejeweled 2 зі змінами, «зламаними, а потім знову видаленими». Це кодування призвело до такої кількості помилок і збоїв у фінальному проекті, що сторонній тестувальник сумісності PopCap відмовився над ним працювати, тобто PopCap перевірено на сумісність всередині компанії. Капалка, пригадавши, стверджував, що спочатку слід було завершити дизайн, а потім написати нову кодову базу.  З Bejeweled Twist, новий набір інструментів і механізмів були представлені в конвеєрі PopCap; це включало підтримку якості 1080p і True 3D, які все ще можна було побачити на нижчій роздільній здатності, а також нові системи управління ресурсами та керування джерелами.  Щоб графіка імпортувалася швидше, був створений інструмент ResourceGen; це дозволило багатошаровий Photoshop . Файли PSD імпортуються безпосередньо в код замість того, щоб розбивати шари файлу. 
Саундтрек до гри створили фінський музикант Петер Хайба, відомий під своїм демосценим псевдонімом Skaven, і Філіп Харон.  Голос у головному меню та під час гри виконує Кен Темплін. 

## Звільнення
Bejeweled Twist спочатку був випущений на ПК 27 жовтня 2008 року.  Спочатку він був випущений на PopCap.com, але став доступним на інших сайтах. На даний момент гра доступна в Origin для ПК і Steam. Після першого випуску гру було перенесено на кілька інших платформ.
Bejeweled Twist було перенесено на платформу Adobe Flash Player 30 листопада 2009 року. Флеш-версія гри містить лише класичну та 3-хвилинну версію гри Blitz . В онлайн-версії гри також відсутня функція Bonus Challenge.
7 травня 2009  Bejeweled Twist було перенесено на мобільні телефони через платформу Java ME.
Завантажувана версія Bejeweled Twist була випущена на Nintendo DSi через платформу DSiWare Nintendo DSi Shop 14 грудня 2009 року  Версія DSi містила класичний режим ПК-версії та ексклюзивний багатокористувацький режим Battle, де гравці, які мали дві системи DS із двома копіями гри, могли битися один проти одного. Фізична версія гри, що містить інші режими та функції гри, була випущена 19 січня 2010 року  Версія гри DSiWare буде випущена в Nintendo eShop Nintendo 3DS 7 липня 2011 року  Версія гри DSiWare була припинена в березні 2023 року  разом із закриттям Nintendo eShop для Nintendo 3DS і Wii U.

## Рецепція
Bejeweled Twist отримав загалом позитивні відгуки.  
Кімберлі Елліс ' PALGN і Леві Бьюкенен ' IGN назвали Bejeweled Twist однією з найдосконаліших казуальних ігор того часу.   Критики описали музику та звукові ефекти як виняткові, «захоплюючі» та «гіпнотичні».    Б’юкенен назвав це одним із небагатьох саундтреків до казуальних ігор, які гідні гучного відтворення, підкреслюючи тему бліц-режиму.  Візуальні елементи також отримали похвалу за барвистість, зовнішній вигляд дорогоцінних каменів і анімацію між етапами.  